# Échantillons de civilisations
Échantillons de civilisations est un essai anthropologique de Ruth Benedict paru en 1934 en anglais sous le titre Patterns of Culture. L'anthropologue américaine y érige en principe le concept de relativisme culturel,et par une méthode d'observation participante, elle étudie différentes sociétés afin de dénaturaliser des pratiques considérées comme allant de soi dans les sociétés occidentales, comme l'adolescence, l'homosexualité, ou la différenciation genrée. 
Si dans les sociétés occidentales, l’adolescence est considérée comme quelque chose d’inhérent à la nature humaine, les travaux de Ruth Benedict montrent que la « crise » d’adolescence n’est pas présente dans toutes les cultures. Benedict dénaturalise la crise de l’adolescence : ce n’est pas inscrit dans la nature humaine mais dans les relations parents/enfants de la société occidentale. En fonction des cultures, les rituels peuvent être plus ou moins déconnectés de la puberté biologique, ce qui importe est beaucoup plus la dimension sociale de ces rites que la dimension biologique. Il n'y a pas de détermination biologique : dans toutes les sociétés, les rites de passage des hommes sont toujours plus importants que ceux des femmes : importance socialement déterminée également. Car biologiquement, cela aurait été l’inverse.
Ruth Benedict établit également la distinction entre ceux qu'elle appelle les « favorisés de la fortune » et les « anormaux. » Il existe un modèle spécifique valorisé dans chaque culture, et du fait de leur nature, les individus vont se conformer plus ou moins à ce modèle culturel de comportement. En fonction des populations, les qualités valorisées seront différentes. Les « favorisés de la fortune », sont ceux dont la nature correspond au modèle culturel de comportement dominant, et ils vont donc plus facilement adopter les règles de comportement, alors que les « anormaux » sont ceux qui ne parviendront jamais à coïncider avec les attentes et risquent l’exclusion de la société. Mais au-delà de la nature, Benedict insiste sur l’éducation et la socialisation familiale qui peuvent aussi permettre de faire d’un individu quelqu’un correspondant aux codes de la société. « Les individus sont plastiques à la forme de la modélisation de la société dans laquelle ils sont nés. » La plupart des individus vont se mettre dans le moule dans lequel la société le fait rentrer.